# كيفن مولر (لاعب كرة قدم بورتوريكي)
كيفن مولر (بالإنجليزية: Kevin Muller)‏ هو لاعب كرة قدم بورتوريكي في مركز الدفاع، ولد في 22 أبريل 1987 في باي شور في الولايات المتحدة. مثل منتخب بورتوريكو لكرة القدم في 3 مباريات فقط.

## وصلات خارجية
- كيفن مولر (لاعب كرة قدم أمريكي) على موقع قاعدة بيانات كرة القدم.إي يو (الإنجليزية)
- كيفن مولر (لاعب كرة قدم أمريكي) على موقع ناشيونال فوتبول تيمز (الإنجليزية)